# 2024-es köztársaságielnök-választás Magyarországon
|                                             |                   |        |
| \| 2022 ← \| 2024. február 26. \| 2029 → \| |                   |        |
| 2022 ←                                      | 2024. február 26. | 2029 → |

| 2022 ← | 2024. február 26. | 2029 → |

|             |              |  |
|             |              |  |
| Elnökjelölt | Sulyok Tamás |  |
| Párt        | Fidesz–KDNP  |  |
| Szavazat    | 134          |  |

| Köztársasági elnök a választás előtt | Köztársasági elnök a választás után |
| Novák Katalin                        | Sulyok Tamás                        |

A rendszerváltás utáni kilencedik köztársaságielnök-választást Magyarországon 2024. február 26-án tartották. Ahhoz, hogy valaki hivatalosan is köztársaságielnök-jelöltté válhasson, az alaptörvény alapján az Országgyűlés legalább negyven tagjának írásbeli ajánlása szükséges.

## A választás szabályai

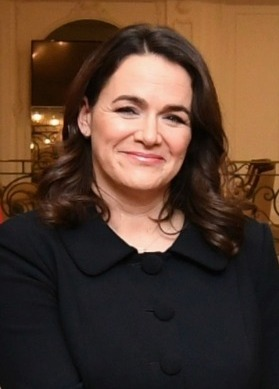
Novák Katalin

A köztársasági elnököt a korábbi elnök megbízatásának lejárta előtt legalább harminc, legfeljebb hatvan nappal, ha pedig a megbízatása idő előtt szűnt meg, a megszűnéstől számított 30 napon belül kell megválasztani. A köztársaságielnök-választást az Országgyűlés elnöke tűzi ki.
Köztársasági elnökké megválasztható minden magyar állampolgár, aki a választás napjáig a 35. életévét betöltötte. Köztársasági elnököt az országgyűlési képviselők egyötödének támogatásával lehet jelölni. A köztársasági elnököt az Országgyűlés öt évre választja meg. A titkos választás első fordulója eredményes, ha az országgyűlési képviselők 2/3-a (66,67%-a) támogatja valamelyik jelöltet. A második szavazás alapján megválasztott köztársasági elnök az, aki – tekintet nélkül a szavazásban részt vevők számára – a legtöbb érvényes szavazatot kapta. Ha a második szavazás is eredménytelen, ismételt jelölés alapján új választást kell tartani. A két lehetséges fordulót 2 egymást követő napon be kell fejezni.
A köztársasági elnököt e tisztségre legfeljebb egy alkalommal lehet újraválasztani.
A megválasztott köztársasági elnök a korábbi elnök megbízatásának lejártakor, illetőleg a megbízás idő előtti megszűnése esetén a kiírt választás eredményének kihirdetését követő nyolcadik napon lép hivatalába, hivatalba lépését megelőzően az Országgyűlés előtt esküt tesz.

## A választás oka
A 2022. március 10-én megválasztott Novák Katalin 2024. február 10-én az állami televízióban mondott beszédében bejelentette lemondását a köztársasági elnöki címről, miután személyét több támadás is érte egy, a bicskei pedofilbotrányban érintett személynek adott elnöki kegyelemmel kapcsolatban.

## Jelöltek

### Korai jelöltek

#### Kormánypárti esélyesek
- Kövér László, az Országgyűlés elnöke.[1]
- Merkely Béla, magyar orvos, intervenciós kardiológus, sportorvos szakorvos, egyetemi tanár[2]
- Navracsics Tibor, területfejlesztési miniszter[2]
- Stumpf István, jogász, szociológus, egyetemi tanár[2]
- Trócsányi László, korábbi alkotmánybíró, korábbi párizsi nagykövet, korábbi igazságügyi miniszter, európai parlamenti képviselő.[1]
- Szalay-Bobrovniczky Kristóf, honvédelmi miniszter.[1]
- Maróth Miklós, filológus, egyetemi tanár.[3]

#### Ellenzéki esélyesek
- Iványi Gábor, metodista lelkész.[4]

### Sulyok Tamás jelölése
2024. február 22-én a Balatonalmádiban megtartott közös frakcióülésen tárgyalták a kormánypártok a Fidesz és a KDNP az államfő kérdését. A frakcióülést követő sajtótájékoztatón Kocsis Máté, a Fidesz frakcióvezetője jelentette be, hogy a kormánypártok Sulyok Tamást, az Alkotmánybíróság elnökét jelölik államfőnek.

### További jelöltek
- 2024. február 12-én a Mi Hazánk Mozgalom bejelentette, hogy Csath Magdolna, Szent-Györgyi Albert-díjas közgazdászt, a közgazdaság-tudomány doktorát, a Pázmány Péter Katolikus Egyetem rektori főtanácsadóját jelölik államfőnek. A párt közleményében kifejtette, hogy: „Csath Magdolna személyével egy pártok felett álló, életpályájával már bizonyított köztársasági elnöke lenne Magyarországnak”.[7][8]
- 2024. február 13-án a Párbeszéd-Zöldek bejelentette, hogy Kaltenbach Jenő jogtudóst, a nemzeti és etnikai kisebbségi jogok korábbi országgyűlési biztosát jelöli köztársasági elnöknek.[9]
- 2024. február 14-én az LMP – Magyarország Zöld Pártja bejelentette, hogy Hack Péter jogtudóst, egyetemi tanárt, volt országgyűlési képviselőt jelöli köztársasági elnöknek.[10]

## Közvetlen államfőválasztás
A közvetlen államfőválasztás intézménye az 1990-es rendszerváltás óta többször is felmerült. Először a négyigenes népszavazás eredménye hiúsította meg a bevezetést, majd az érdektelenségbe fulladt 1990-es népszavazás miatt - ahol egyébként a többség 85%-ék a közvetlen államfőválasztás mellett döntött. - nem került bevezetésre a közvetlen államfőválasztás.
Novák Katalin lemondása után a Demokratikus Koalíció, a Momentum Mozgalom, a Magyar Szocialista Párt, a Jobbik-Konzervatívok, a Párbeszéd-Zöldek és a Mi Hazánk Mozgalom is közleményben követelte a közvetlen államfőválasztás intézményének bevezetését.

## Választás
| Köztársasági elnökválasztás, 2024. február 26. (első forduló) | Köztársasági elnökválasztás, 2024. február 26. (első forduló) | Köztársasági elnökválasztás, 2024. február 26. (első forduló) | Köztársasági elnökválasztás, 2024. február 26. (első forduló) | Köztársasági elnökválasztás, 2024. február 26. (első forduló) | Köztársasági elnökválasztás, 2024. február 26. (első forduló) |
| Jelölt                                                        | Jelölő párt                                                   | Szavazatok száma                                              | % (összes képviselő)                                          | % (összes szavazat)                                           | % (érvényes szavazat)                                         |
| ------------------------------------------------------------- | ------------------------------------------------------------- | ------------------------------------------------------------- | ------------------------------------------------------------- | ------------------------------------------------------------- | ------------------------------------------------------------- |
| Sulyok Tamás                                                  | Fidesz-KDNP                                                   | 134                                                           | 67,67                                                         | 91,78                                                         | 96,40                                                         |
| Érvényes szavazat                                             | Érvényes szavazat                                             | 139                                                           | 70,20                                                         | 95,21                                                         | 100,00                                                        |
| Érvénytelen szavazat                                          | Érvénytelen szavazat                                          | 7                                                             | 3,54                                                          | 4,79                                                          |                                                               |
| Összes szavazat                                               | Összes szavazat                                               | 146                                                           | 73,74                                                         | 100,00                                                        |                                                               |
| Nem szavazott                                                 | Nem szavazott                                                 | 52                                                            | 26,26                                                         |                                                               |                                                               |
| Összes képviselő                                              | Összes képviselő                                              | 198                                                           | 100,00                                                        |                                                               |                                                               |